# Procès mythique de l’Aréopage
 (avril 2024).
Dans la mythologie grecque, les procès mythiques de l’Aréopage sont quatre procès ayant eu lieu sur la colline de l’Aréopage.
Le premier procès est celui d’Arès, poursuivi par Poséidon pour avoir tué son fils Halirrhotios, après que ce dernier a violé Alcippé, fille d’Arès. Il est acquitté car le meurtre est jugé « légitime ». Le marbre de Paros situe ce procès en 1532 ou 1531 av. J.-C..
Le deuxième procès est celui de Céphale, poursuivi pour avoir involontairement tué sa femme Procris d’un lancer de javelot pendant une chasse. Il est condamné à l’exil.
Le troisième procès est celui de Dédale, poursuivi pour avoir tué par jalousie son neveu et disciple Talos. Il est condamné à l’exil.
Le quatrième et dernier procès mythique est celui d’Oreste, poursuivi pour avoir tué sa propre mère Clytemnestre. Il est poursuivi soit par Tyndare (père de Clytemnestre), soit par Érigone (fille de Clytemnestre), soit encore par les Érinyes. Ce meurtre est commis par vengeance de l’assassinat de son père Agamemnon. En raison d’une égalité des voix, Oreste est acquitté. Le marbre de Paros situe ce procès en 1208 ou 1207 av. J.-C..

## Sources
- Pseudo-Apollodore, Bibliothèque [détail des éditions] [lire en ligne] (III, 180, 198 et 215) et Pseudo-Apollodore, Épitome [détail des éditions] [lire en ligne] (6, 25).
- Scholie d’Euripide, Oreste, 1648 (fragment d’Hellanicos).
- Chronique de Paros, entrées 3 et 25.